# Tupiperla misionera
Tupiperla misionera är en bäcksländeart som beskrevs av Froehlich 2002. Tupiperla misionera ingår i släktet Tupiperla och familjen Gripopterygidae. Inga underarter finns listade i Catalogue of Life.